# A Doctor for an Hour
A Doctor for an Hour è un cortometraggio muto del 1912 diretto da C. Jay Williams.

## Produzione
Il film fu prodotto dalla Edison Manufacturing Company.

## Distribuzione
Distribuito dalla General Film Company, il film - un cortometraggio in una bobina - uscì nelle sale cinematografiche statunitensi il 9 novembre 1912. Il 19 febbraio 1913, fu distribuito anche nel Regno Unito.